# Попов, Аполлон Андреевич
Аполлон Андреевич Попов (?—1885) — русский педагог, член Совета Министерства народного просвещения, тайный советник.

## Биография
Происходил из дворян Тамбовской губернии. После окончания в 1842 году курса историко-филологического факультета Главного педагогического института был назначен старшим учителем истории и статистики в Крожскую гимназию. Затем он преподавал в Ковенской гимназии (до 1849).
В 1849 году был переведён в Санкт-Петербург. Преподавал историю и русскую словесность: в мужских гимназиях, в училище Правоведения (1853—1864; с 1849 года был воспитателем и преподавателем географии), во 2-м Кадетском корпусе, Павловском (1863—1864) и Константиновском военных училищах. С 25 октября 1862 года — в чине действительного статского советника.
В 1864 году был назначен начальником учебных дирекций в Плоцке и Варшаве и руководил «преобразованием и устройством учебных заведений на русских началах. Человек энергичный, он настойчиво проводил в своей деятельности предначертания правительства и сумел — своими заботами о народном образовании — заслужить признательность местного общества, учредившего в одной из Плоцких гимназий стипендию его имени».
С 1875 года он состоял членом Совета министра народного просвещения.
А. А. Попов был членом-корреспондентом Ковенского губернского статистического комитета; им были составлены «Статистическое описание Ковенской губернии» и «Историческое описание г. Ковно».
Умер в Санкт-Петербурге 17 (29) июля 1885 года.

## Награды
- орден Св. Анны 2-й ст. (1859)
- орден Св. Владимира 3-й ст. (1865)
- орден Св. Станислава 1-й ст. (1867)
- орден Св. Анны 1-й ст. (1872)